# 前田惠學
前田 惠學（まえだ えがく、1926年11月29日 - 2010年10月31日）は、日本の僧侶、仏教学者。文化功労者。真宗大谷派速念寺第15代住職。

## 経歴
出生から修学期
1926年、愛知県名古屋市で前田家の長男として生まれた。東京大学文学部哲学科で学び、1951年に卒業。同大学大学院文学研究科に進み、辻直四郎、宮本正尊、中村元、水野弘元などに師事してインド哲学および仏教学を学んだ。1954年、東京大学大学院研究奨学生を修了。
仏教学研究者として
1956年、東京大学文学部助手に採用された。1962年、学位論文『原始仏教聖典成立史的研究』を東京大学に提出して文学博士の学位を取得。この年の学位取得者は、旧学位制度下での最後の文学博士号取得者であった。この学位論文の優れた研究成果が認められ、39歳で日本学士院恩賜賞を受賞。
1964年、東海学園女子短期大学教授となった。1969年からは名城大学法学部教授、1972年からは愛知学院大学文学部教授。学界ではパーリ学仏教文化学会を組織し、初代会長をつとめた。また、1991年より日本学術会議会員。2002年、愛知学院大学を退任し、名誉教授となった。なお、在任中には下記の大学で客員や非常勤講師として教鞭をとった。
2010年10月31日、膵臓癌のために遷化。83歳没。

### 委員・役員ほか
- 文部科学省学術審議会専門委員(1989年～)
- 愛知県衛生対策審議会専門委員(1993年～)
- 日本学術会議 第15期哲学研究連絡委員会幹事(1994年)
- 日本学術会議会員 第16期哲学研究連絡委員会幹事(1997年)
- 東海印度学仏教学会会長(2003年～)

### 非常勤講師・客員研究員ほか
- カナダ・トロント大学(University of Toronto)客員教授(1966年)
- 名古屋大学（1955年 - 1988年）
- 中央大学（1961年 - 1962年）
- 名城大学（1963年 - 1964年）
- 愛知学院大学（1966年 - 1971年）
- 同朋大学（1967年 - 1970年）
- 名古屋工業大学（1969年）
- 東京大学（1978年 - 1985年）
- 九州大学（1980年）
- 広島大学（1988年）
- 金沢大学（1992年）

## 受賞・栄典
- 1959年：第2回日本印度学仏教学会賞
- 1966年：日本学士院賞・恩賜賞
- 1998年：文化功労者
- 1999年：勲二等瑞宝章
- 2005年：第39回仏教伝道文化賞功労賞
- 2010年：正四位[5]

## 研究内容・業績
専門は初期のインド仏教、原始仏教。「原始仏教」、「パーリ語仏教」および「現代上座仏教」の研究の第一人者として従来の研究手法を踏まえながらも現代に生かせる仏教研究の重要性を学界や社会に提唱し続けてきたほか、東海印度学仏教学会会長、パーリ学仏教文化学会を創設するなど、学問界全体の活性化を企図し、名誉教授となってからも精力的な研究活動を続けていた。スリランカなどから、経済的に学業を続けることが困難な学僧たちを日本に招き、自身の私財を投じ日本の大学の大学院へ進学させ、より高度な学問だけではなく、日本の古き良き文化をも教えて、本国に帰国させ、日本との架け橋にならしめるなど、精力的に活躍を行い、世界的にも名高い仏教学者の一人であった。

## 家族・親族
- 実弟：前田專學はインド哲学・仏教学者。東京大学名誉教授。
- 祖母：前田錦楓は日本画家。

## 著作
著書
- 『原始佛教聖典の成立史研究』山喜房佛書林 1964
  - 新版 1999年
- 『釈尊』山喜房佛書林 1969
- 『仏教要説：インドと中国』山喜房佛書林 1975

著作集
- 『前田惠学集』(全9巻) 山喜房佛書林 2003-2007

1. 1巻『釈尊をいかに観るか』2003[6]
2. 2巻『仏教とは何か、仏教学いかにあるべきか』2003
3. 3巻『現代上座仏教の世界 1』2004
4. 4巻『現代上座仏教の世界 2』2004
5. 5巻『文学として表現された仏教』2004[7]
6. 6巻『核の時代における平和と共存ほか』2005[8]
7. 7巻『命終る時 ほか』2007[9]
8. 別巻1『原始佛教聖典の成立史研究』2006
9. 別巻2『現代スリランカの上座仏教』2006

共編著
- 『現代スリランカの上座仏教』山喜房佛書林 1986
- 『仏教 流伝と変容』宮坂宥勝共編、大阪書籍 1986
- 『人間聖徳太子』引田弘道共著、講談社 1993

訳書
- 『インド集』(世界文学大系 4) 共訳、筑摩書房 1959

担当「古典インド文学」
- 『真理のことば(ダンマパダ)：本生物語集(ジャータカ)』筑摩書房(筑摩世界文学大系 インド・アラビア・ペルシア集) 1974

論文
- CiNii>前田惠學
- INBUDS>前田惠學

記念論集
- 『仏教文化学論集 前田恵学博士頌寿記念』山喜房佛書林 1991
- 『パーリ学仏教文化学第26号　前田惠學先生追悼論集』パーリ学仏教文化学会 2012年12月

## 参考資料
- 『前田恵學博士頌寿記念佛教文化學論集』前田惠學博士頌寿記念会（山喜房佛書林 1991年）ISBN 4-7963-0064-3 C3015
- 情報提供者:釈悟震(SHAKU GOSHIN)博士

## 脚註
1. ↑  CiNii(学位論文)
2. ↑  学位令、1920年勅令200号。
3. ↑  人文系研究者では、未だに最年少での受賞者。
4. ↑  前田恵学氏死去＝仏教学・文化功労者 時事通信 2010年11月1日閲覧
5. ↑  『官報』第5449号、平成22年12月2日
6. ↑  ISBN 4-7963-0138-0
7. ↑  ISBN 4-7963-0142-9
8. ↑  ISBN 4-7963-0143-7
9. ↑  ISBN 4-7963-0175-5